# Belegost

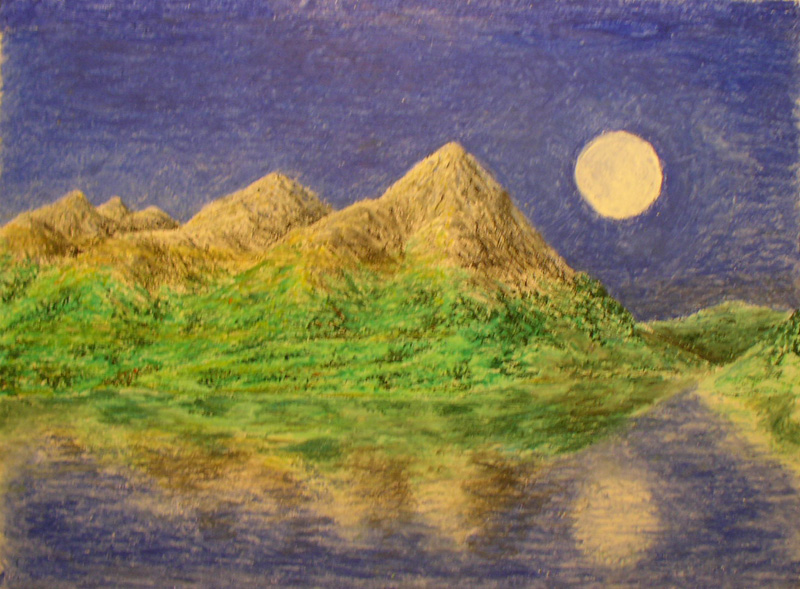
De Ered Luin, waarin de dwergensteden Belegost en Nogrod zich bevonden.

Belegost (Nederlands: Groot Fort) (Engels: Great Fortress) of Gabilgathol is de zuidelijkste van de twee steden van de dwergen in de Ered Luin, de Blauwe Bergen, in de Silmarillion van J.R.R. Tolkien
Azaghâl was de vorst van Belegost.
Aan het einde van de Eerste Era werd Belegost grotendeels vernietigd en Belegost zonk samen met het grootste deel van Beleriand, in zee. De overlevenden van Belegost trokken naar Khazad-dûm.